# 음력 8월 23일
음력 8월 23일은 음력 8월의 23번째 날이다.

## 사건
- 2002년 - 제14회 부산 아시안 게임 개막.
- 2006년 - 밤 11시 7분 경(한국 표준시), KBS 2TV가 디먹스(방송 송출 장비, 소니 제품)의 고장으로 방송 사고가 일어나서 23분 동안 방송이 정상화되지 못했다.
- 2012년 - KBS 1TV가 대한민국 지상파 TV 방송 사상 처음으로 24시간 종일방송 개시하였고, 편성 업무상 하루의 방송 시작 기준 시각이 라디오 방송과 같은 오전 5시로 변경됨. (종전에는 방송 시작 시각이 오전 6시였다.)

## 문화
- 2006년 - 반기문 장관이 유엔사무총장으로 선출되다.

## 사망
- 1392년 - 고려의 문신 이숭인.

## 같이 보기
- 음력 360일: 1월 2월 3월 4월 5월 6월 7월 8월 9월 10월 11월 12월
- 전날: 8월 22일 다음날:8월 24일 - 전달:7월 23일 다음달:9월 23일
- 양력: 8월 23일
- 음력, 윤달